# Тихомиров, Александр Евгеньевич
Александр Евгеньевич Тихомиров (11 марта 1956, Электросталь, Московская область — 17 мая 2017, Благовещенск) — советский и российский художник.
Народный художник Российской Федерации (2006), член-корреспондент Российской академии художеств.
Автор нового направления в живописи, зарегистрированного в Российском авторском обществе 1995 году под названием «Оконопись»: религиозные сюжеты, выполненные темперой на старых ставнях.

## Биография
Тихомиров А. Е. родился 11 марта 1956 года в г. Электросталь Московской области, в семье, где отец, Тихомиров Евгений Георгиевич, был художником, страстно любившим живопись и жену, Тихомирову Людмилу Васильевну, инженера, работавшую на заводе «Электросталь».
Примерно за год до окончания школы, в 1970—1971 году в галерее г. Электросталь прошла персональная выставка отца, произведшая на Александра Евгеньевича огромное впечатление.
В 1973 году Александр окончил среднюю школу № 2 и поступил в МХУ памяти 1905 года. Закончив 1-й курс, ушёл служить в ряды Советской армии (1974—1976) в г. Клинцы Брянской области. Вернувшись в 1976 г. из армии, продолжил учёбу на живописно-педагогическом факультете.
Посчастливилось учиться у Великих педагогов: Булгакова Матильда Михайловна вела живопись, где разговор шёл не о теплее-холоднее, а о «пробе» цвета, его драгоценности. Рисунок преподавал прекрасный акварелист и человек Карпушин Юрий Митрофанович. Композицию вёл Осип Абрамович Авсиян, «препарировавший» произведения, как хирург и объясняющий на классических примерах понятия ритма, контраста, паузы, равновесия, динамики и т. д. Диплом вёл Дубинчик Александр Менделевич (Или Михайлович, как он обычно представлялся). Участник ВОВ, прекрасный живописец, умнейший человек, тонкий психолог, общение с которым доставляло огромное удовольствие и некоторый дискомфорт и чувство некоторой «лилипутовости» рядом с «Гуливером».
Комиссия разделилась в выборе темы диплома пополам. Одни ратовали за композицию «Творчество», другие за триптих «Деревня». Александр Тихомиров защищался, сделав 2 диплома впервые, к тому же, триптих.
Получив «отлично» в 1979 г. поступил в Московское высшее художественно-промышленное училище на факультет Монументально-декоративного и прикладного искусства, отделение «Монументально-декоративная живопись», в мастерскую Гелия Михайловича Коржева.
На вступительных экзаменах писал «обнажёнку» в контражуре, вызвав большой интерес у Филатчева Олега Павловича, который сразу рекомендовал к поступлению.
В 1982 г. был крещён Степанидой Ивановной Попковой — бабушкой друга Юрия Попкова, которая служила в Тарасовской церкви. Крестили тайно, без свидетелей, не занося в книгу. Могли выгнать из института. Степанида Ивановна — крёстная мать, сказала тогда: «Теперь ты должен продолжить дело твоего крёстного брата Виктора во славу Бога и России…»
Позже, уже в 1989 г., когда во сне была дана концепция «Оконописи», я понял, что крещение было не случайным, как и в 1984 окончание Строгановки и переезд в Благовещенск (2 августа).
Работы по специальности было много. Ряд крупных объектов, сделанных до Перестройки:
- 1985 — мозаика внутреннего дворика «ДОСААФ»;
- 1986 — мозаика издательского комплекса «Амурская Правда»;
- 1987—1988 — рельеф с мозаикой на здании Дома быта «Элегант»;
- 1989 — мозаика с рельефом в бассейне пионерского лагеря «Бестужево»;
- 1989 — рельеф с мозаикой на здании «Дворца Профсоюзов».

Были выставки: групповые, персональные, молодёжные, областные, зональные….
«Оконопись» и Перестройка пришли одновременно… Было страшно трудно, но появился смысл жизни, ведь в это же время одна за другой родились Елена и Дарья, которых мне подарила моя муза, тыл, хранительница Елена. Я в «поте добывал хлеб свой насущный», одновременно славил Всевышнего и Россию.

Этим я занимаюсь и ныне, правда, сейчас мне намного легче. Объём, созданный из работ, выставок, встреч, друзей, наград очень облегчает жизнь. Потому что, оглядываясь назад, видишь, что жизнь прожил не зря, хотя не всем доволен, заглядывая вперёд, вижу над чем ещё поработать, хотя и знаю, что всё в Руках Божьих… А в настоящем… В настоящем я люблю свою работу, жену, семью, друзей, Благовещенск, Россию, Всевышнего, надеюсь, что взаимно. Этим и живу.
Член Творческого Союза Художников России, Председатель Правления АРОО Творческий Союз Художников России (ТСХР), вице-президент Академии Художеств Мира «Новая Эра», профессор БГПУ, почётный гражданин города Благовещенск.

## Работы
- «Предблаговещение и Благовещение», д.т.воск., 53х54, 1998 г., А. Тихомиров, г. Благовещенск.

### Политическая позиция
В 2014 году подписал Коллективное обращение деятелей культуры Российской Федерации в поддержку политики президента РФ В. В. Путина на Украине и в Крыму.

## Награды и звания
- 2016 — Благодарность Президента Российской Федерации — заслуги в области культуры и многолетнюю плодотворную деятельность[4]
- 2016 — Медаль Шувалова Российской академии художеств
- 2014 — Благодарность Губернатора Амурской области
- 2013 — Орден Дружбы — за большие заслуги в развитии отечественной культуры и искусства, многолетнюю плодотворную деятельность[5]
- 2013 — «Золотая медаль» РАХ.
- 2013 — Юбилейная медаль МОСХ «50 лет МОСХ России»
- 2013 — Диплом Лауреата VII Международного фестиваля искусств «Традиции и современность» и награда фестиваля-бронзовая статуэтка «Вера» в номинации «За целостность замысла и успешное воплощение»
- 2012 — Медаль «Достойному» РАХ. Москва.
- 2012 — Благодарственное письмо мэра г. Благовещенска
- 2011 — Кавалер «Ордена Планеты» в номинации «Художник Года» Академии Художеств Мира «Новая Эра».
- 2011 — Серебряная медаль Российской академии художеств
- 2010 — Член-корреспондент РАХ. Российская академия художеств. Москва.
- 2010 — Награждён знаком «За содействие МВД России». Министерство внутренних дел Российской Федерации. Москва
- 2009 — Лауреат 17 Международной выставки Античного и Ювелирного искусства и шедевров российских художников. Шэньчжэнь. КНР
- 2008 — Почётный член Академии военных наук. Академия военных наук. Москва
- 2007 — Орден «Благотворение» III степени. Национальный фонд «Во благо Отечества»
- 2007 — Грамота участнику международной выставки православного искусства «Свет Миру» митрополита Калужского и Боровского Климента
- 2006 — Почётный член Красноярской организации ВТОО СХ России
- 2006 — Звание Народный художник Российской Федерации — за большие заслуги в области изобразительного искусства[6]
- 2006 — Орден Русской Православной Церкви «Преподобного Андрея Рублёва III степени»
- 2006 — Медаль Албазинской Богоматери
- 2006 — Медаль «100 лет Российским Профсоюзам»
- 2006 — Медаль «200 лет МВД»
- 2005 — Гран-при XII международной ярмарки современного искусства. Пекин. КНР
- 2005 — Почетное звание «Посланник Солнца». Харбин. КНР
- 2005 — Золотая медаль Святителя Иннокентия — митрополита Московского и Коломенского
- 2005 — Золотая медаль ТСХ России
- 2001 — Выдвижение Амурской областью на соискание Государственной премии в области культуры и искусства
- 2001 — Звание Заслуженный художник Российской Федерации — за заслуги в области искусства[7]
- 2000 — Диплом Пражской Академии художеств и награда императора Рудольфа II
- 1998 — Знак Союза казаков «За возрождение казачества»
- 1997 — Лауреат премии в области культуры и искусства в Амурской области
- 1995 — Авторское свидетельство Российского Авторского общества при Президенте России за открытие нового направления живописи

## Выставки
- 2016 — Персональная выставка «Оконопись» в честь 60-летнего юбилея. Российская академия художеств. Москва. Россия.
- 2016 — Выставка «Русь» совместно с Еленой Тихомировой. Российский центр науки и культуры (РЦНК). Париж. Франция.
- 2016 — Международная выставка Shanghai Art Fair (21—24 октября 2016). Шанхай. КНР.
- 2016 — Международная передвижная академическая выставка «Живописная Россия». Харбин-Благовещенск-Тюмень-Новосибирск-Казань-Москва.
- 2016 — Международная выставка искусства и культуры Yinchuan Exibition of Arts and Culture (21.08-24.08.2016). Иньчуань. КНР.
- 2016 — Международная художественная ярмарка Nanjing International Art Fair (20—29 мая 2016). Нанкин. КНР.
- 2016 — Выставка произведений Александра и Елены Тихомировых «Воскресение Господне». Хабаровск.
- 2016 — Выставка А. Тихомирова «Благовещенск — 160. А. Тихомиров — 60». Благовещенск.
- 2015 — Персональная выставка «Оконопись» в рамках Азиатско-Тихоокеанского Экономического Саммита, г. Владивосток.
- 2015 — Академическая выставка 70 лет Победы. Амурский областной краеведческий музей. Благовещенск.
- 2015 — «Пасхальная Выставка». выставочный зал Хабаровской Епархии. г. Хабаровск.
- 2015 — Академическая Выставка Воскресение Господне. г. Благовещенск. Амурский областной краеведческий музей. 2015 г.
- 2014 — Международная выставка «Белая». Хабаровск-Благовещенск-Комсомольск-на-Амуре-Хайкоу-Санья. Россия-КНР
- 2014 — Выставка «Крестный путь». Музейный комплекс им. Я. И. Славцова. Тюмень.
- 2014 — Персональная выставка «Русь» совместно с Е. Тихомировой . Московский государственный музей «Дом Бурганова». Москва.
- 2014 — Международная выставка «Коллекция Русского Искусства 1994—2014 гг.». К 20-летию музея Русского искусства Лю Минсю.
- 2014 — VIII Международный фестиваль искусств «Традиции и современность». Здание «Cordoria National». Лиссабон. Португалия
- 2014 — Выставка «Династия Тихомировых». Хейхе. КНР.
- 2014 — Выставка «Русь». Амурский областной краеведческий музей. Благовещенск.
- 2014 — Выставка «10 лет Амурской региональной общественной организации ТСХ России» В рамках Кинофорума « Амурская Осень». Амурский областной краеведческий музей. Благовещенск.
- 2014 — Выставка «Благодарение». Рязанский художественный музей. Рязань.
- 2014 — Выставка «Благодарение». «Дом музыки». Калуга.
- 2014 — Выставка «Русь». Хейхе. КНР.
- 2014 — Выставка, посвященная 700-летию со дня рождения Сергия Радонежского «Свет тебе приносящий». Культурный центр «Дом Озерова». Коломна.
- 2013 — «Диалог художников». Международная выставка Академии художеств мира «Новая Эра». Стамбул. Турция.
- 2013 — Выставка академиков Российской академии художеств в рамках 24-й Международной торгово-промышленной ярмарки. Харбин. КНР.
- 2013 — VII Московский Международный фестиваль искусств «Традиции и современность». ЦДХ. Москва.
- 2013 — «Пасхальная выставка». Галерея при Храме Клемента Папы Римского. Москва.
- 2013 — «Пожарная Безопасность XXI век». ВДНХ. Москва.
- 2013 — «Икона-Образ». РОСИЗО. Москва.
- 2013 — Выставка «Белый пароход». Сочи
- 2013 — Выставка «Москва-Одесса» в рамках международного проекта «Арт-транзит». Одесса. Украина.
- 2013 — «Встреча друзей» совместно с С.Горяевым, Е. Ромашко, К. Петровым, В. Коробейниковым, Е. Тихомировой. Музей Русского искусства Лю Минсю. Харбин КНР.
- 2012 — Выставка «Благодарение». Музей новгородского кремля. Великий Новгород.
- 2012 — Международная выставка «Белая выставка». Благовещенск — Хабаровск — Южно-Сахалинск.
- 2012 — Международная Академическая выставка «Графические произведения Старых и современных мастеров». Благовещенск (Россия) — Хейхе (КНР).
- 2012 — VI Московский международный фестиваль «Традиции и современность». Манеж. Москва.
- 2011 — II Габалинская Международная художественная выставка изобразительного искусства. Центр Гейдара Алиева. Баку. Азербайджан.
- 2011 — III международная ярмарка Северо-Азиатского региона. г. Чан-Чунь. КНР.
- 2011 — Международная выставка «Мир как язык души». Харбин. КНР.
- 2011 — Выставка «Время Востока». Красноярская региональная организация ВТОО «Союз художников России». Красноярск.
- 2011 — Выставка «Современное искусство сегодня». МОСХ. Москва.
- 2011 — V Юбилейный Московский Международный Фестиваль искусств «Традиции и современность». Манеж. Москва.
- 2011 — Первая международная художественная выставка действительных членов Академии Художеств Мира «Новая Эра». ЦДХ. Москва.
- 2010 — «Ретроспективная выставка выпускников Строгановки», посвящённая 185-летию МГХПА им. С. Г. Строганова. Москва.
- 2010 — Международная выставка российских и китайских художников «Делимся радостью». Музей Русского искусства. Харбин. КНР.
- 2010 — Юбилейная выставка, посвящённая 25-летию творчества. Музей Русского искусства. Харбин. КНР.
- 2010 — II Международная ярмарка Северо-Азиатского региона. г. Чанчунь. КНР.
- 2010 — Международная выставка исторических городов в рамках Всемирного фестиваля «Пекче-2010».г. Кончжу. Провинция Чунгоннам-до. Республика Корея.
- 2010 — 17-я Международная выставка Современного искусства. Шэньчжэнь. КНР.
- 2010 — Всемирная выставка «Экспо-2010» Российский Павильон. Шанхай. КНР.
- 2010 — Персональная выставка «Оконопись». Дипломатическая Академия. МИД. Москва.
- 2010 — Выставка «Современное искусство России». МОСХ. Москва.
- 2010 — Выставка иконописи «Под сенью Православного Креста». Городской муниципальный выставочный зал «Дом Озерова». Коломна.
- 2010 — Персональная выставка «Окна Руси». МРСК. Москва.
- 2009 — Персональная выставка «Оконопись» в рамках 75-летия ЕАО и Х Международного фестиваля еврейской культуры и искусства. Биробиджан.
- 2009 — Первая международная ярмарка Северо-Восточного Азиатского региона. г. Чанчунь. КНР.
- 2009 — Совместная выставка Благовещенск-Красноярск. «Оконопись» А.Тихомирова. Школа ксилографии Г. Паштова. Деловой центр. Харбин. КНР.
- 2009 — Выставка «Русская икона из века в век». Деловой центр AIRCRAFT. Братислава. Словакия
- 2009 — Выставка «Современное искусство России». МОCХ. Москва.
- 2009 — Ежегодная Рождественская благотворительная выставка студии им. В. В. Верещагина при УВД Амурской области. Областной краеведческий музей. Благовещенск.
- 2009 — Персональная выставка «Святые источники России». Выставочный зал «Кузнецкий Мост». Москва.
- 2009 — Персональная выставка «Оконопись». Государственная Дума. Москва.
- 2008 — Всероссийская выставка «Современное искусство России». ВЗ «Выхино». Москва.
- 2008 — Персональная выставка «Оконопись» в рамках Совета Безопасности. Благовещенск.
- 2007 — Персональная выставка «Окна Руси». Приморская картинная Галерея. Владивосток.
- 2007 — Международная выставка «Встреча друзей». МОCХ России. Москва.
- 2007 — Персональная выставка «Окна души». Петропавловская крепость. С- Петербург.
- 2007 — Международная выставка «Свет Миру». ЦВЗ «Манеж». Москва.
- 2007 — Всероссийская выставка «Современное искусство России». ВЗ «Выхино». Москва.
- 2007 — Выставка Российского изобразительного искусства. Харбин. КНР.
- 2006 — Выставка, посвященная 50-летию юбилею. Музей Русского искусства. Харбин. КНР.
- 2006 — Выставка современного российского искусства, посвященная открытию года РФ в КНР. Исторический центр. Тяньзинь. КНР.
- 2006 — Выставка светлой памяти К. К. Дементьева. Дом Культуры авиаторов. Амурская область.
- 2006 — Всероссийская выставка «Москва −2006». Творческий союз художников России. Москва.
- 2006 — Выставка « Галерея современного Христианского искусства г. Лесосибирска». Российская академия художеств. Красноярск.
- 2006 — Персональная выставка «Оконопись». Форум Лиги Здоровья Нации. ВДНХ.69 павильон. Москва.
- 2006 — Выставка в рамках закрытия года России в Китае «10 русских художников». Тяньзинь. КНР.
- 2005 — Персональная выставка «Оконопись» в рамках презентации кинофестиваля «Амурская осень». ГМИИ им. А. С. Пушкина. Москва.
- 2005 — Персональная выставка в рамках кинофестиваля «Амурская Осень». Российское посольство. Пекин. КНР.
- 2005 — XII международная ярмарка современного искусства. Пекин. КНР.
- 2005 — Выставка АРОО ТСХ в рамках кинофорума «Амурская Осень». Космодром. Углегорск.
- 2005 — Персональная выставка «Окно в Вечность». Галерея «Интерколор». Москва.
- 2004 — Персональная выставка «Окно в Вечность», приуроченная к 400-летию г. Томска. Музей истории Томска. Томск.
- 2004 — Персональная выставка «Окно в Вечность». Красноярский СХ. Красноярск.
- 2004 — Персональная выставка «Окна Руси». Ленинградская обл. Волхов.
- 2004 — Персональная выставка. Успенский Собор. Тихвин.
- 2004 — Персональная выставка «Окна Руси». Выборг — Санкт-Петербург.
- 2004 — Академическая выставка «Мастера современного российского искусства». Солнечный Остров. Музей Русского искусства. Харбин. КНР.
- 2004 — Академическая выставка. Институт искусств Хейлундзянского университета. Харбин. КНР.
- 2004 — III-я выставка Современного Христианского Искусства «В свете Твоём узрим Свет». РАХ. Красноярск.
- 2004 — «Благодарение». Центральный Дом Художника. Москва.
- 2003 — Выставка «Россия-Китай». Тульский художественный музей. Тула.
- 2003 — Выставка «Георгий Победоносец — небесный покровитель Москвы». Храм Христа Спасителя. Москва.
- 2003 — Персональная выставка «Окна Руси». Выставочный зал «Смольный». Санкт-Петербург.
- 2003 — Персональная выставка «Окна Руси». Музей современного искусства. Сосновый Бор.
- 2003 — Зональная выставка. Хабаровск.
- 2003 — Персональная выставка «Оконопись» в честь 60-летия 182-го гвардейского ТБАП. с. Украинка. Амурская область.
- 2003 — Выставка «Окна Руси». Сланцевский краеведческий музей. Ленинградская область.
- 2003 — Выставка «Окна Руси» Государственный Музей «Выборгский замок». Выборг. Ленинградская обл.
- 2003 — Выставка «Георгий победоносец — небесный покровитель Москвы». Храм Христа Спасителя. Москва.
- 2002 — Совместная выставка с фотохудожником из КНР Юй Баоганом. Центр детского эстетического воспитания. Москва.
- 2002 — Совместная выставка с фотохудожником из КНР Юй Баоганом. Музей древней архитектуры — Пекин. КНР
- 2002 — Персональная выставка «Российская глубинка» в Московском Доме Национальностей. Москва.
- 2002 — Выставка «Георгий Победоносец в произведениях художников круга журнала „Декоративное Искусство“». Академия МВД. Москва.
- 2002 — Выставка «Вера без дел мертва» УCДВ отделение Академии художеств. Красноярск.
- 2002 — Персональная выставка «Оконопись». Пэй Ань. КНР.
- 2002 — Персональная выставка «Оконопись». Собор Святой Троицы. Тында.
- 2001 — Всекитайский аукцион. Харбин. КНР.
- 2001 — Персональная выставка в музее А. С. Пушкина. С.-Петербург.
- 2001 — Персональная выставка в Российском Центре Науки и Культуры. Берлин. Германия.
- 2001 — Групповая Выставка. Городской Деловой Центр. Прага. Чехия.
- 2001 — Благотворительная ярмарка. Культурный центр ГлавУпДк. Москва.
- 2001 — Персональная выставка «Дом путешествий». Москва.
- 2001 — Персональная выставка. Церковь кирконумми. Зал собраний. Хельсинки.
- 2001 — Персональная выставка в Российском Центре Науки и Культуры. Хельсинки. Финляндия.
- 2001 — Групповая выставка в Харбинском институте искусств. Харбин. КНР.
- 2001 — Групповая выставка художников «ИЗОГРАФ» в ЦДРИ. Москва.
- 2001 — Персональная выставка в Государственном выставочном зале «Творчество». Москва.
- 2001 — Выставка «Сотворение и вера». Девятые международные рождественские чтения. Зал Церковных Соборов. Храм Христа Спасителя. Москва.
- 2000 — Рождественская выставка в галерее «Красные палаты». Москва.
- 2000 — Персональная выставка в Российском Центре Науки и Культуры. Прага. Чехия.
- 2000 — Персональная выставка в Галерее современного искусства «Арка». Владивосток.
- 2000 — Персональная выставка в Российском Центре Науки и Культуры. Кипр.
- 2000 — Выставка в Софийском соборе, г. Харбин. Харбин. КНР.
- 2000 — Выставка в честь открытия Дворца русской культуры в г. Хэйхэ. КНР.
- 2000 — Групповая выставка «Рождество Христово-2000». ТСХ России. Москва.
- 2000 — Персональная выставка «Загадочная русская душа». Государственный выставочный зал «Тушино». Москва.
- 2000 — Персональная выставка «Оконопись». Посольство Республики Армения в РФ. Российский Фонд Культуры. Москва.
- 1999 — Международная выставка, посвященная 2000-летию Христианства. Иерусалим. Израиль.
- 1999 — Выставка современной иконописи в музее Храма Христа спасителя. Москва.
- 1999 — Персональная выставка в г. Линц. Австрия.
- 1999 — Выставка в г. Бейкер Сити. Штат Айдахо. США.
- 1999 — Выставка «Храни веру православную» к юбилею Святейшего Патриарха Всея Руси Алексия II. Храм Христа Спасителя. Москва.
- 1999 — Персональная выставка «Окна Руси». Культурный центр «Феникс». Москва.
- 1998 — Выставка-ярмарка в г. Вена. Австрия.
- 1998 — Выставка «Сибирь — любовь моя». Москва.
- 1997 — Персональная выставка в Дальневосточном художественном музее. Хабаровск.
- 1997 — Выставка-ярмарка четвёртой Московской международной благотворительной образовательной конференции «Чествование женщины — 97». Москва.
- 1996 — Выставка в галерее «Полли Но». Айдахо. Бойсе. США.
- 1995 — Персональная выставка в Центральном Доме Художников. Москва.
- 1994 — Персональная выставка. Областной краеведческий музей. Благовещенск.
- 1994 — Выставка в г. Ниагата. Япония.
- 1993 — Региональная молодежная выставка в г. Хабаровске.
- 1991 — Выставка Амурских художников в г. Чита.
- 1990 — Региональная выставка «Сибирь — Дальний Восток». Якутск.
- 1985 — Региональная выставка «Сибирь — Дальний Восток». Владивосток.